# Dendromunna bruuni
Dendromunna bruuni är en kräftdjursart som beskrevs av George 2004. Dendromunna bruuni ingår i släktet Dendromunna och familjen Dendrotionidae. Inga underarter finns listade i Catalogue of Life.